# Parcours de l'Olympique lyonnais dans les coupes nationales

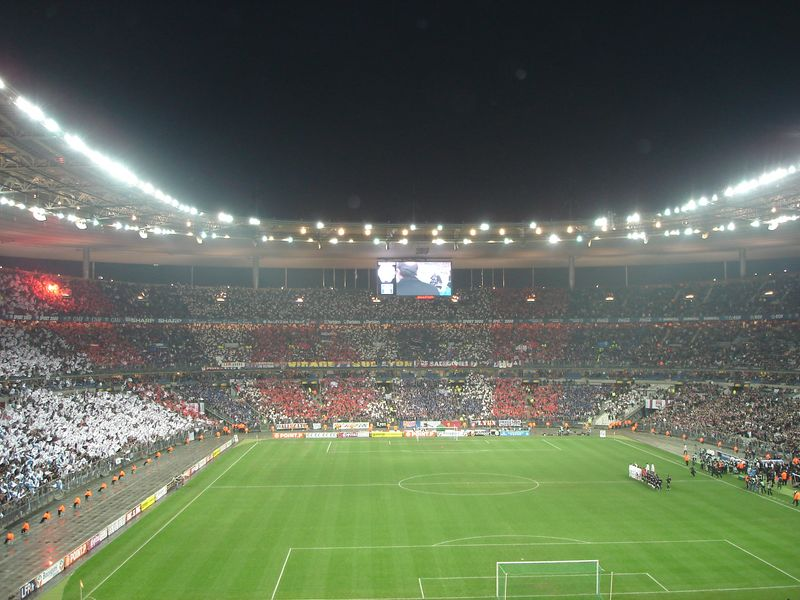
Le public lyonnais lors de la finale 2007 de la Coupe de la Ligue

L’Olympique lyonnais est un club français de football qui participe régulièrement aux épreuves de Coupe de France et Coupe de la Ligue.
L'OL a remporté cinq fois la Coupe de France (1964, 1967, 1973, 2008, 2012) et a fait finaliste à quatre reprises (1963, 1971, 1976, 2024).
En Coupe de la Ligue, compétition créée en 1994 et éteinte en 2020, les Lyonnais comptent une unique victoire (2001) et ont chuté cinq fois sur la dernière marche (1996, 2007, 2012, 2014, 2020)

## Historique des résultats de l'OL en Coupe de France

### Bilan par saison
L'OL a remporté cinq fois la Coupe de France (1964, 1967, 1973, 2008, 2012) et a fait finaliste à quatre reprises (1963, 1971, 1976, 2024).
La première participation des Lyonnais à la Coupe de France date de l'édition 1950-1951.
Dans la grande majorité des éditions qu'il a disputées, l'OL a débuté la compétition en 32e de finale, en tant que club de première division. Les seules fois (9) où l'OL est rentré dans le tableau avant fut au 7e tour lorsque les Rhodaniens étaient en deuxième division, c'est-à-dire en 1950-1951, de 1952 à 1954, et de 1983 à 1989. De 1983 à 1989, l'OL dut aussi disputer un 8e tour avant de disputer les 32e de finale. Dans le tableau ci-dessous, est seulement précisée la division de l'OL lorsque le club est en deuxième division, par défaut il est considéré en première division.
Concernant le format de la Coupe de France :
À l'origine, les matchs de Coupe de France se jouent sur terrain neutre avec match à rejouer en cas d'égalité. C'est la règle jusqu'en 1968 et l'introduction des matchs en aller-retour. Les trente-deuxièmes et seizièmes de finale se jouent toujours sur terrain neutre (en un seul match, sauf cas d'égalité)  mais à partir des huitièmes (et dès les seizièmes de finale à compter de 1974) on joue en aller-retour. Une nouvelle réforme a lieu en 1989 avec l'abandon de la formule en aller-retour, ce qui permet d'alléger le calendrier. On joue alors les matchs sur le terrain du club tiré au sort le premier lors du tirage. Afin de protéger les clubs hiérarchiquement plus faibles, on joue systématiquement sur le terrain d'un club se situant à au moins deux niveaux en dessous de son adversaire. 
Par ailleurs, durant les premières années, en cas d'égalité après prolongations, les matchs étaient rejoués indéfiniment. Puis, à partir de 1964, la règle du tirage au sort après trois matchs nuls a été instaurée. A ce titre, le 10 mai 1967 après trois matchs nuls en demi-finales, l'Olympique lyonnais et l'AS Angoulême sont départagés à la pièce pour accéder en finale (l'OL remporte le pile ou face). Avec l'instauration de la formule en aller-retour, un match d'appui est instauré pour départager deux formations à égalité (la règle des buts marqués à l'extérieur n'est pas prise en compte jusqu'en 1976). Les séries de tirs au but sont introduites en 1970, mais uniquement à l'issue de la prolongation du deuxième match (qu'il soit le match retour ou un match d'appui). La règle du match à rejouer en cas d'égalité reste en application jusqu'en 1975 mais ne concerne plus que les trente-deuxièmes de finale car les autres tours se jouent en aller-retour.
Enfin, traditionnellement, les finales de la Coupe de France se disputent à Paris ou dans sa banlieue. Depuis 1918, sept enceintes parisiennes ont accueilli au moins une finale : Stade de la Rue Olivier-de-Serres, Parc des Princes (dans ses trois configurations), Stade Bergeyre et Stade Pershing à Paris, Stade olympique Yves-du-Manoir à Colombes, Stade Bauer à Saint-Ouen et Stade de France à Saint-Denis. Là aussi, le principe du match à rejouer en cas d'égalité reste longtemps la règle. La première finale disputée sans possibilité de match à rejouer est celle de 1982. Dès la saison suivante la Coupe retrouve sa formule normale avec possibilité de matchs aller-retour en demi-finales et possibilité de match à rejouer en finale. La possibilité de finale à rejouer est définitivement abandonnée en 1986, le match s'achevant désormais par une série de tirs au but.
| Saison    | 7e tour                             | 8e tour                               | Trente-deuxième de finale                  | Seizième de finale                                                                    | Huitième de finale                                                    | Quart de finale                                                              | Demi-finale                                                                             | Finale                                               |
| --------- | ----------------------------------- | ------------------------------------- | ------------------------------------------ | ------------------------------------------------------------------------------------- | --------------------------------------------------------------------- | ---------------------------------------------------------------------------- | --------------------------------------------------------------------------------------- | ---------------------------------------------------- |
| 1950-1951 | OL (D2) 2-1 RC Vichy                | N'existe pas                          | SC Toulon (D2) 2-0 OL (D2)                 |                                                                                       |                                                                       |                                                                              |                                                                                         |                                                      |
| 1951-1952 | Exempt                              | N'existe pas                          | OL 2-0 RCFC Besançon (D2)                  | RC Strasbourg (D1) 1-1 (ap) OL (r) RC Strasbourg 6-1 OL                               |                                                                       |                                                                              |                                                                                         |                                                      |
| 1952-1953 | OL (D2) 3-1 LB Châteauroux (D3)     | N'existe pas                          | OL (D2) 7-0 US Saint-Malo (D3)             | OL 0-0 (ap) SC Draguignan (D3) (r) OL 6-0 SC Draguignan                               | FC Grenoble (D2) 2-1 OL (D2)                                          |                                                                              |                                                                                         |                                                      |
| 1953-1954 | OL (D2) 10-0 AC Ajaccio             | N'existe pas                          | OL (D2) 3-0 AS Saint-Étienne (D1)          | AS Troyes-Savinienne (D2) 5-2 OL (D2)                                                 |                                                                       |                                                                              |                                                                                         |                                                      |
| 1954-1955 | Exempt                              | Exempt                                | OL 3-2 AS Cannes (D2)                      | OL 0-0 (ap) UA Sedan-Torcy (D2) (r) OL 2-1 UA Sedan-Torcy                             | OGC Nice (D1) 5-3 OL                                                  |                                                                              |                                                                                         |                                                      |
| 1955-1956 | Exempt                              | Exempt                                | OL 10-0 SR Delle (D4)                      | OL 1-0 Red Star FC (D2)                                                               | OL 5-1 AS Brest (D3)                                                  | OL 3-0 (ap) OGC Nice (D1)                                                    | UA Sedan-Torcy (D1) 1-0 OL                                                              |                                                      |
| 1956-1957 | Exempt                              | Exempt                                | OL 5-1 AS Giraumont (D3)                   | OL 2-2 (ap) FC Nantes (D2) (r) OL 4-1 FC Nantes                                       | OGC Nice 1-0 OL (D1)                                                  |                                                                              |                                                                                         |                                                      |
| 1957-1958 | Exempt                              | Exempt                                | OL 3-1 CS Blénod (D4)                      | OL 2-1 LOSC Lille (D1)                                                                | Stade de Reims (D1) 2-0 OL                                            |                                                                              |                                                                                         |                                                      |
| 1958-1959 | Exempt                              | Exempt                                | OL 4-0 FC La Voulte (D3)                   | OL 4-0 ES Bully-les-Mines (D4)                                                        | OL (D1) 3-1 (ap) Stade de Reims (D1)                                  | Stade rennais UC (D1) 3-2 OL                                                 |                                                                                         |                                                      |
| 1959-1960 | Exempt                              | Exempt                                | OL 4-0 FC Sochaux-Montbéliard (D1)         | AS Monaco (D1) 2-1 (ap) OL                                                            |                                                                       |                                                                              |                                                                                         |                                                      |
| 1960-1961 | Exempt                              | Exempt                                | OL 2-1 FC Grenoble (D1)                    | OL 1-1 (ap) Angers SCO (D1) (r) OL 4-2 Angers SCO                                     | RC Paris (D1) 3-1 OL                                                  |                                                                              |                                                                                         |                                                      |
| 1961-1962 | Exempt                              | Exempt                                | OL 3-2 US Revel (D3)                       | AS Béziers (D2) 1-0 (ap) OL                                                           |                                                                       |                                                                              |                                                                                         |                                                      |
| 1962-1963 | Exempt                              | Exempt                                | OL 4-0 SA Épinal (D5)                      | OL 2-1 Stade français (D1)                                                            | OL 2-1 Olympique de Marseille (D1)                                    | OL 1-0 UA Sedan-Torcy (D1)                                                   | OL 3-1 SC Toulon (D2)                                                                   | AS Monaco (D1) 0-0 (ap) OL (r) AS Monaco 2-0 (ap) OL |
| 1963-1964 | Exempt                              | Exempt                                | OL 2-1 Nîmes Olympique (D1)                | OL 2-0 US Forbach (D2)                                                                | OL 3-0 AS Cherbourg (D2)                                              | OL 2-1 RC Lens (D1)                                                          | OL 2-0 US Valenciennes-Anzin (D1)                                                       | OL 2-0 Girondins de Bordeaux (D1)                    |
| 1964-1965 | Exempt                              | Exempt                                | SC Toulon (D1) 1-0 (ap) OL                 |                                                                                       |                                                                       |                                                                              |                                                                                         |                                                      |
| 1965-1966 | Exempt                              | Exempt                                | OL 3-1 AAJ Blois (D3)                      | OL 0-0 (ap) RCFC Besançon (D2) (r) OL 1-1 (ap) RCFC Besançon (r) OL 1-0 RCFC Besançon | Toulouse FC (1937) (D1) 2-0 OL                                        |                                                                              |                                                                                         |                                                      |
| 1966-1967 | Exempt                              | Exempt                                | OL 3-1 CO Saint-Dizier (D3)                | OL 2-0 AS Saint-Étienne (D1)                                                          | OL 1-0 FC Rouen (D1)                                                  | OL 1-0 Angers SCO (D1)                                                       | OL 3-3 (ap) AS Angoulême (D2) (r) OL 1-1 (ap) AS Angoulême (r) OL 1-1 (ap) AS Angoulême | OL 3-1 FC Sochaux-Montbéliard (D1)                   |
| 1967-1968 | Exempt                              | Exempt                                | OL 1-0 FC Sète (D4)                        | OL 1-0 SC Toulon (D2)                                                                 | US Quevilly (D3) 1-0 OL                                               |                                                                              |                                                                                         |                                                      |
| 1968-1969 | Exempt                              | Exempt                                | OL 2-0 (ap) AS Nancy-Lorraine (D2)         | OL 3-1 US Valenciennes-Anzin (D1)                                                     | Angers SCO (D2) 1-0 OL 2-1 (ap) Angers SCO (r) Angers SCO 3-1 OL      |                                                                              |                                                                                         |                                                      |
| 1969-1970 | Exempt                              | Exempt                                | OL 1-0 AS Aix-en-Provence (D2)             | OL 3-1 RS Champigny-sur-Marne-Coeuilly (D4)                                           | Stade rennais UC (D1) 3-2 OL 1-1 Stade rennais UC                     |                                                                              |                                                                                         |                                                      |
| 1970-1971 | Exempt                              | Exempt                                | OL 1-0 FC Bourges (D2)                     | OL 2-1 CS Cuiseaux-Louhans (D3)                                                       | AS Saint-Étienne (D1) 2-0 OL 3-0 AS Saint-Étienne                     | OL (D1) 3-1 US Dunkerque (D2) US Dunkerque 2-3 OL                            | FC Sochaux-Montbéliard (D1) 0-1 OL 1-1 FC Sochaux-Montbéliard                           | Stade rennais UC (D1) 1-0 OL                         |
| 1971-1972 | Exempt                              | Exempt                                | Stade brestois 2-0 OL                      |                                                                                       |                                                                       |                                                                              |                                                                                         |                                                      |
| 1972-1973 | Exempt                              | Exempt                                | OL 3-1 US Nœux-les-Mines (D3)              | OL 2-1 RC France (D4)                                                                 | OL 3-0 Girondins de Bordeaux (D1) Girondins de Bordeaux 3-1 OL        | Olympique de Marseille (D1) 1-0 OL 4-0 Olympique de Marseille                | Olympique avignonnais (D2) 1-0 OL 4-1 Olympique avignonnais                             | OL 2-1 FC Nantes (D1)                                |
| 1973-1974 | Exempt                              | Exempt                                | OL 4-1 FC Chalon-sur-Saône (D3)            | Troyes AF (D1) 2-2 OL 2-0 (ap) Troyes AF                                              | AS Cannes (D2) 1-2 OL 5-1 AS Cannes                                   | OL 4-2 FC Sochaux-Montbéliard (D1) FC Sochaux-Montbéliard 2-0 OL (tab : 6-5) |                                                                                         |                                                      |
| 1974-1975 | Exempt                              | Exempt                                | Stade de Reims (D1) 2-1 (ap) OL            |                                                                                       |                                                                       |                                                                              |                                                                                         |                                                      |
| 1975-1976 | Exempt                              | Exempt                                | OL 9-0 SC Saint-Symphorien (D5)            | Stade brestois (D2) 0-3 OL 1-2 Stade brestois                                         | LOSC Lille (D1) 0-2 OL 4-0 Lille OSC                                  | Paris Saint-Germain (D1) 1-1 OL 2-0 Paris Saint-Germain FC                   | OL 2-0 FC Metz (D1)                                                                     | OL 0-2 Olympique de Marseille (D1)                   |
| 1976-1977 | Exempt                              | Exempt                                | FC Gueugnon (D2) 1-0 OL                    |                                                                                       |                                                                       |                                                                              |                                                                                         |                                                      |
| 1977-1978 | Exempt                              | Exempt                                | GFC Ajaccio (D2) 0-0 OL (ap) (tab : 3-1)   |                                                                                       |                                                                       |                                                                              |                                                                                         |                                                      |
| 1978-1979 | Exempt                              | Exempt                                | OL 3-0 AS Cannes (D2)                      | OL 1-1 Montpellier PSC (D2) 3-0 OL                                                    |                                                                       |                                                                              |                                                                                         |                                                      |
| 1979-1980 | Exempt                              | Exempt                                | AS Angoulême (D2) 0-0 OL (ap) (tab : 4-2)  |                                                                                       |                                                                       |                                                                              |                                                                                         |                                                      |
| 1980-1981 | Exempt                              | Exempt                                | FC Martigues (D2) 1-1 OL (ap) (tab : 5-4)  |                                                                                       |                                                                       |                                                                              |                                                                                         |                                                      |
| 1981-1982 | Exempt                              | Exempt                                | OL 1-0 RC Strasbourg (D1)                  | Saint-Brieuc (D3) 0-2 OL 4-2 Saint-Brieuc                                             | SEC Bastia (D1) 2-0 OL 3-2 SEC Bastia                                 |                                                                              |                                                                                         |                                                      |
| 1982-1983 | Exempt                              | Exempt                                | OL 3-2 FC Sochaux-Montbéliard (D1)         | RC Paris (D2) 0-0 OL 3-0 RC Paris                                                     | FC Tours (D1) 2-0 OL 3-2 FC Tours                                     |                                                                              |                                                                                         |                                                      |
| 1983-1984 | OL (D2) 2-1 Olympique Grenoble      | Vauban Strasbourg 0-2 OL (D2)         | OL (D2) 2-1 AS Red Star (D2)               | CS Thonon-les-Bains (D2) 1-1 OL (D2) OL 1-0 CS Thonon-les-Bains                       | FC Nantes (D1) 0-0 OL (D2) OL 4-4 FC Nantes                           |                                                                              |                                                                                         |                                                      |
| 1984-1985 | OL (D2) 5-0 L'Etrat la Tour Sportif | AS Sundhoffen 0-4 OL (D2)             | Brest Armorique FC (D1) 3-1 OL (D2)        |                                                                                       |                                                                       |                                                                              |                                                                                         |                                                      |
| 1985-1986 | Givors 0-9 OL (D2)                  | OL (D2) 3-4 Olympique d'Alès (D2)     |                                            |                                                                                       |                                                                       |                                                                              |                                                                                         |                                                      |
| 1986-1987 | OL (D2) 5-2 Romans                  | OL (D2) 3-1 FC Grenoble Dauphiné (D3) | OL (D2) 5-1 AS Moulins (D4)                | Angers SCO (D2) 2-3 OL (D2) OL 3-2 Angers SCO                                         | Olympique de Marseille (D1) 3-0 OL (D2) OL 2-2 Olympique de Marseille |                                                                              |                                                                                         |                                                      |
| 1987-1988 | Feyzin 1-5 OL (D2)                  | OL (D2) 2-0 Rillieux-la-Pape          | OL (D2) 5-0 FC Grenoble Dauphiné (D2)      | Toulouse FC (D1) 3-1 OL (D2) OL 1-0 Toulouse FC                                       |                                                                       |                                                                              |                                                                                         |                                                      |
| 1988-1989 | La Palisse 1-4 OL (D2)              | OL (D2) 4-0 ES Fréjus (D4)            | OL (D2) 6-1 Olympique d'Alès (D2)          | La Roche-sur-Yon (D2) 1-0 OL (D2) OL 2-0 La Roche-sur-Yon                             | FC Sochaux-Montbéliard (D1) 1-0 OL (D2) OL 1-1 FC Sochaux-Montbéliard |                                                                              |                                                                                         |                                                      |
| 1989-1990 | Exempt                              | Exempt                                | Nîmes Olympique (D2) 1-0 OL                |                                                                                       |                                                                       |                                                                              |                                                                                         |                                                      |
| 1990-1991 | Exempt                              | Exempt                                | Angers SCO (D2) 2-0 OL                     |                                                                                       |                                                                       |                                                                              |                                                                                         |                                                      |
| 1991-1992 | Exempt                              | Exempt                                | FC Istres VN (D2) 1-1 OL (tab : 4-3)       |                                                                                       |                                                                       |                                                                              |                                                                                         |                                                      |
| 1992-1993 | Exempt                              | Exempt                                | Indépendante Pont-Saint-Esprit (D3) 1-0 OL |                                                                                       |                                                                       |                                                                              |                                                                                         |                                                      |
| 1993-1994 | Exempt                              | Exempt                                | OL 2-0 Nîmes Olympique (D2)                | Stade lavallois FC (D2) 1-1 OL (tab : 3-1)                                            |                                                                       |                                                                              |                                                                                         |                                                      |
| 1994-1995 | Exempt                              | Exempt                                | FC Trélissac MP (D4) 0-4 OL                | OL 1-3 Angers SCO (D2)                                                                |                                                                       |                                                                              |                                                                                         |                                                      |
| 1995-1996 | Exempt                              | Exempt                                | OL 0-1 AJ Auxerre (D1)                     |                                                                                       |                                                                       |                                                                              |                                                                                         |                                                      |
| 1996-1997 | Exempt                              | Exempt                                | AS Vitré (D4) 1-3 OL                       | LOSC Lille (D1) 1-0 OL                                                                |                                                                       |                                                                              |                                                                                         |                                                      |
| 1997-1998 | Exempt                              | Exempt                                | FC Saint-Leu (D3) 0-2 OL                   | AS Angoulême-Charente 92 (D3) 0-2 OL                                                  | FC Istres (D3) 0-1 (ap) OL                                            | FC Bourg-Péronnas (D4) 0-1 OL                                                | RC Lens (D1) 2-0 OL                                                                     |                                                      |
| 1998-1999 | Exempt                              | Exempt                                | LB Châteauroux (D2) 1-0 OL                 |                                                                                       |                                                                       |                                                                              |                                                                                         |                                                      |
| 1999-2000 | Exempt                              | Exempt                                | Tours FC (D4) 0-1 OL                       | OL 1-0 ESTAC Troyes (D1)                                                              | Red Star FC (D3) 1-2 OL                                               | OL 1-3 AS Monaco (D1)                                                        |                                                                                         |                                                      |
| 2000-2001 | Exempt                              | Exempt                                | OL 3-2 SM Caen (D2)                        | OL 1-1 AS Saint-Étienne (D1) (tab : 4-3)                                              | Vendée Fontenay Foot (D4) 2-2 OL (tab : 4-5)                          | RC Strasbourg (D1) 3-0 OL                                                    |                                                                                         |                                                      |
| 2001-2002 | Exempt                              | Exempt                                | US Saint-Malo (D5) 0-6 OL                  | OL 0-2 LB Châteauroux (D2)                                                            |                                                                       |                                                                              |                                                                                         |                                                      |
| 2002-2003 | Exempt                              | Exempt                                | FC Libourne-Saint-Seurin (D4) 1-0 OL       |                                                                                       |                                                                       |                                                                              |                                                                                         |                                                      |
| 2003-2004 | Exempt                              | Exempt                                | Aire-sur-la-Lys (D6) 0-4 OL                | FC Bourg-Péronnas (D3) 0-5 OL                                                         | AS Monaco (D1) 4-1 OL                                                 |                                                                              |                                                                                         |                                                      |
| 2004-2005 | Exempt                              | Exempt                                | ES Viry-Châtillon (D4) 0-2 OL              | Toulouse FC (D1) 1-2 OL                                                               | Clermont Foot 63 (D2) 1-1 OL (tab : 4-3)                              |                                                                              |                                                                                         |                                                      |
| 2005-2006 | Exempt                              | Exempt                                | Grenoble Foot 38 (D2) 0-4 OL               | AC Ajaccio (D1) 1-2 (ap) OL                                                           | OL 1-0 SC Bastia (D2)                                                 | OL 1-2 Olympique de Marseille (D1)                                           |                                                                                         |                                                      |
| 2006-2007 | Exempt                              | Exempt                                | Aviron Bayonnais (D4) 1-2 OL               | US Laon (D5) 1-3 OL                                                                   | Olympique de Marseille (D1) 2-1 OL                                    |                                                                              |                                                                                         |                                                      |
| 2007-2008 | Exempt                              | Exempt                                | US Créteil-Lusitanos (D3) 0-4 OL           | Croix de Savoie (D4) 0-1 OL                                                           | OL 2-1 FC Sochaux-Montbéliard (D1)                                    | OL 1-0 FC Metz (D1)                                                          | OL 1-0 CS Sedan-Ardennes (D2)                                                           | OL 1-0 (ap) Paris Saint-Germain (D1)                 |
| 2008-2009 | Exempt                              | Exempt                                | US Concarneau (D5) 0-6 OL                  | OL 1-0 Olympique de Marseille (D1)                                                    | LOSC Lille (D1) 3-2 OL                                                |                                                                              |                                                                                         |                                                      |
| 2009-2010 | Exempt                              | Exempt                                | RC Strasbourg (D2) 1-3 OL                  | AS Monaco (D1) 2-1 OL                                                                 |                                                                       |                                                                              |                                                                                         |                                                      |
| 2010-2011 | Exempt                              | Exempt                                | SM Caen (D1) 0-1 OL                        | OGC Nice (D1) 1-0 (ap) OL                                                             |                                                                       |                                                                              |                                                                                         |                                                      |
| 2011-2012 | Exempt                              | Exempt                                | Lyon Duchère AS (D4) 1-3 OL                | Vendée Luçon (D4) 0-2 OL                                                              | OL 3-1 (ap) Girondins de Bordeaux (D1)                                | Paris Saint-Germain (D1) 1-3 OL                                              | GFCO Ajaccio (D3) 0-4 OL                                                                | OL 1-0 US Quevilly (D3)                              |
| 2012-2013 | Exempt                              | Exempt                                | SAS Épinal (D3) 3-3 OL (tab : 4-2)         |                                                                                       |                                                                       |                                                                              |                                                                                         |                                                      |
| 2013-2014 | Exempt                              | Exempt                                | La Suze-sur-Sarthe FC (D6) 1-6 OL          | AS Yzeure (D4) 1-3 OL                                                                 | OL 1-2 (ap) RC Lens (D2)                                              |                                                                              |                                                                                         |                                                      |
| 2014-2015 | Exempt                              | Exempt                                | RC Lens (D1) 2-3 OL                        | FC Nantes (D1) 3-2 OL                                                                 |                                                                       |                                                                              |                                                                                         |                                                      |
| 2015-2016 | Exempt                              | Exempt                                | Limoges FC (D5) 0-7 OL                     | FC Chambly (D3) 0-2 OL                                                                | Paris Saint-Germain (D1) 3-0 OL                                       |                                                                              |                                                                                         |                                                      |
| 2016-2017 | Exempt                              | Exempt                                | OL 5-0 Montpellier HSC                     | Olympique de Marseille (D1) 2-1 (ap) OL                                               |                                                                       |                                                                              |                                                                                         |                                                      |
| 2017-2018 | Exempt                              | Exempt                                | AS Nancy-Lorraine (D2) 2-3 OL              | AS Monaco (D1) 2-3 OL                                                                 | Montpellier HSC (D1) 1-2 OL                                           | SM Caen (D1) 1-0 OL                                                          |                                                                                         |                                                      |
| 2018-2019 | Exempt                              | Exempt                                | Bourges Foot (D5) 0-2 OL                   | Amiens SC (D1) 0-2 OL                                                                 | EA Guingamp (D1) 1-2 OL                                               | OL 3-1 SM Caen (D1)                                                          | OL 2-3 Stade rennais FC (D1)                                                            |                                                      |
| 2019-2020 | Exempt                              | Exempt                                | Bourg-en-Bresse 01 (D3) 0-7 OL             | FC Nantes (D1) 3-4 OL                                                                 | OGC Nice (D1) 1-2 OL                                                  | OL 1-0 Olympique de Marseille (D1)                                           | OL 1-5 Paris Saint-Germain (D1)                                                         |                                                      |
| 2020-2021 | Exempt                              | Exempt                                | OL 5-1 AC Ajaccio (D2)                     | OL 5-2 FC Sochaux-Montbéliard (D2)                                                    | Red Star FC (D3) 2-2 OL (tab : 4-5)                                   | OL 0-2 AS Monaco (D1)                                                        |                                                                                         |                                                      |
| 2021-2022 | Exempt                              | Exempt                                | Paris FC (D2) - OL (d)                     |                                                                                       |                                                                       |                                                                              |                                                                                         |                                                      |
| 2022-2023 | Exempt                              | Exempt                                | OL 2-1 FC Metz (D2)                        | Chambéry SF (D5) 0-3 OL                                                               | OL 2-2 LOSC Lille (D1) (tab : 4-2)                                    | OL 2-1 Grenoble Foot 38 (D2)                                                 | FC Nantes (D1) 1-0 OL                                                                   |                                                      |
| 2023-2024 | Exempt                              | Exempt                                | CA Pontarlier (D5) 0-3 OL                  | Bergerac Périgord FC (D4) 1-2 - OL                                                    | OL 2-1 LOSC Lille (D1)                                                | OL 0-0 RC Strasbourg (D1) (tab : 4-3)                                        | OL 3-0 Valenciennes FC (D2)                                                             | OL 1-2 Paris Saint-Germain (D1)                      |
| 2024-2025 | Exempt                              | Exempt                                | Entente Feignies Aulnoye (D4) 1-2 - OL     | FC Bourgoin-Jallieu (D5) 2-2 OL (tab : 4-2)                                           |                                                                       |                                                                              |                                                                                         |                                                      |
| Saison    | 7e tour                             | 8e tour                               | Trente-deuxième de finale                  | Seizième de finale                                                                    | Huitième de finale                                                    | Quart de finale                                                              | Demi-finale                                                                             | Finale                                               |

Légende : (-) = Tirs au but (avec prolongation préalable) ; (ap) = après prolongation ; (r) = match rejoué ; (d) = disqualification.
      Victoire finale ;       Qualification ;       Élimination
(mis à jour le 2 avril 2024)

### Bilan par stade de la compétition
| Résultat                     | Nombre |
| ---------------------------- | ------ |
| Vainqueur                    | 5      |
| Finaliste                    | 4      |
| Demi-finaliste               | 5      |
| Quart de finaliste           | 7      |
| Huitième de finaliste        | 20     |
| Seizième de finaliste        | 14     |
| Trente-deuxième de finaliste | 18     |
| 8e tour                      | 1      |
| 7e tour                      | 0      |
| Total                        | 73     |

(mis à jour le 3 août 2024)

### Bilan des confrontations par adversaire
Ce tableau dépeint les résultats de manière plus détaillée, selon l'adversaire rencontré depuis que l'OL participe à la Coupe de France. 
Sont pris en compte les clubs contre lesquels l'OL a joué au moins deux fois, il y en a 48.
 NB : Les signes "plus", "moins" ou "égal" représentent le bilan des qualifications de l'OL contre chaque équipe ; cela donne un aperçu plus précis que la simple comparaison des victoires et défaites puisque sont prises en compte, par ces signes, les qualifications/éliminations après confrontations aller-retour et matches nuls décidés aux tirs au but. 
| Club                   | Matchs | V | N | D | Bp | Bc | Diff | Premier match                                    | Dernier match                                            |
| ---------------------- | ------ | - | - | - | -- | -- | ---- | ------------------------------------------------ | -------------------------------------------------------- |
| FC Sochaux-Montbéliard | 11     | 7 | 2 | 2 | 24 | 13 | +11  | Coupe de France 1959-1960, 32e de finale         | Coupe de France 2020-2021, 16e de finale                 |
| Olympique de Marseille | 11     | 4 | 1 | 6 | 13 | 15 | -2   | Coupe de France 1962-1963, 8e de finale          | Coupe de France 2019-2020, Quart de finale               |
| Angers SCO             | 10     | 5 | 1 | 4 | 16 | 17 | -1   | Coupe de France 1960-1961, 16e de finale         | Coupe de France 1994-1995, 16e de finale                 |
| FC Nantes              | 8      | 3 | 3 | 2 | 18 | 15 | +3   | Coupe de France 1956-1957, 16e de finale         | Coupe de France 2022-2023, Demi-finale                   |
| AS Monaco              | 8      | 1 | 1 | 6 | 7  | 17 | -10  | Coupe de France 1959-1960, 16e de finale         | Coupe de France 2020-2021, Quart de finale               |
| LOSC Lille             | 7      | 4 | 1 | 2 | 14 | 8  | +6   | Coupe de France 1957-1958, 16e de finale         | Coupe de France 2023-2024, Quart de finale               |
| Paris Saint-Germain    | 7      | 3 | 1 | 3 | 9  | 12 | -3   | Coupe de France 1975-1976, Quart de finale aller | Coupe de France 2023-2024, Finale                        |
| RC Strasbourg          | 6      | 2 | 2 | 2 | 6  | 11 | -5   | Coupe de France 1951-1952, 16e de finale         | Coupe de France 2023-2024, Quart de finale               |
| Grenoble Foot 38       | 6      | 5 | 0 | 1 | 17 | 5  | +12  | Coupe de France 1952-1953, 8e de finale          | Coupe de France 2022-2023, Quart de finale               |
| AS Saint-Étienne       | 5      | 3 | 1 | 1 | 9  | 3  | +6   | Coupe de France 1953-1954, 32e de finale         | Coupe de France 2000-2001, 16e de finale                 |
| CS Sedan-Ardennes      | 5      | 3 | 1 | 1 | 4  | 2  | +2   | Coupe de France 1954-1955, 16e de finale         | Coupe de France 2007-2008, Demi-finale                   |
| OGC Nice               | 5      | 2 | 0 | 3 | 8  | 8  | 0    | Coupe de France 1954-1955, 8e de finale          | Coupe de France 2019-2020, 8e de finale                  |
| Stade rennais FC       | 5      | 0 | 1 | 4 | 7  | 11 | -4   | Coupe de France 1958-1959, Quart de finale       | Coupe de France 2018-2019, Demi-finale                   |
| Angoulême Charente FC  | 5      | 1 | 4 | 0 | 7  | 5  | +2   | Coupe de France 1966-1967, Demi-finale           | Coupe de France 1997-1998, 16e de finale                 |
| SC Toulon              | 4      | 2 | 0 | 2 | 4  | 4  | 0    | Coupe de France 1950-1951, 32e de finale         | Coupe de France 1967-1968, 16e de finale                 |
| Racing Besançon        | 4      | 2 | 2 | 0 | 4  | 1  | +3   | Coupe de France 1951-1952, 32e de finale         | Coupe de France 1965-1966, 16e de finale                 |
| ESTAC Troyes           | 4      | 2 | 1 | 1 | 7  | 7  | 0    | Coupe de France 1953-1954, 16e de finale         | Coupe de France 1999-2000, 16e de finale                 |
| AS Cannes              | 4      | 4 | 0 | 0 | 13 | 4  | +9   | Coupe de France 1954-1955, 32e de finale         | Coupe de France 1978-1979, 32e de finale                 |
| Red Star FC            | 4      | 3 | 1 | 0 | 7  | 4  | +3   | Coupe de France 1955-1956, 16e de finale         | Coupe de France 2020-2021, 8e de finale                  |
| RC Lens                | 4      | 2 | 0 | 2 | 6  | 7  | -1   | Coupe de France 1963-1964, Quart de finale       | Coupe de France 2014-2015, 32e de finale                 |
| Girondins de Bordeaux  | 4      | 3 | 0 | 1 | 9  | 4  | +5   | Coupe de France 1963-1964, Finale                | Coupe de France 2011-2012, 8e de finale                  |
| Stade brestois 29      | 4      | 1 | 0 | 3 | 5  | 7  | -2   | Coupe de France 1971-1972, 32e de finale         | Coupe de France 1984-1985, 32e de finale                 |
| Montpellier HSC        | 4      | 2 | 1 | 1 | 8  | 5  | +3   | Coupe de France 1978-1979, 16e de finale aller   | Coupe de France 2017-2018, 8e de finale                  |
| SM Caen                | 4      | 3 | 0 | 1 | 7  | 4  | +3   | Coupe de France 2000-2001, 32e de finale         | Coupe de France 2018-2019, Quart de finale               |
| LB Châteauroux         | 3      | 1 | 0 | 2 | 3  | 4  | -1   | Coupe de France 1952-1953, 7e tour               | Coupe de France 2001-2002, 16e de finale                 |
| AC Ajaccio             | 3      | 3 | 0 | 0 | 17 | 2  | +15  | Coupe de France 1953-1954, 7e tour               | Coupe de France 2020-2021, 32e de finale                 |
| Stade de Reims         | 3      | 1 | 0 | 2 | 4  | 5  | -1   | Coupe de France 1957-1958, 8e de finale          | Coupe de France 1974-1975, 32e de finale                 |
| RC Paris               | 3      | 1 | 1 | 1 | 4  | 3  | +1   | Coupe de France 1960-1961, 8e de finale          | Coupe de France 1982-1983, 16e de finale retour          |
| Nîmes Olympique        | 3      | 2 | 0 | 1 | 4  | 2  | +2   | Coupe de France 1963-1964, 32e de finale         | Coupe de France 1993-1994, 32e de finale                 |
| Valenciennes FC        | 3      | 3 | 0 | 0 | 8  | 1  | +7   | Coupe de France 1963-1964, Demi-finale           | Coupe de France 2023-2024, Demi-finale                   |
| FC Metz                | 3      | 3 | 0 | 0 | 5  | 1  | +4   | Coupe de France 1975-1976, Demi-finale           | Coupe de France 2022-2023, 32e de finale                 |
| SC Bastia              | 3      | 2 | 0 | 1 | 4  | 4  | 0    | Coupe de France 1981-1982, 8e de finale aller    | Coupe de France 2005-2006, 8e de finale                  |
| Tours FC               | 3      | 2 | 0 | 1 | 4  | 4  | 0    | Coupe de France 1982-1983, 8e de finale aller    | Coupe de France 1999-2000, 32e de finale                 |
| Toulouse FC            | 3      | 2 | 0 | 1 | 4  | 4  | 0    | Coupe de France 1987-1988, 16e de finale aller   | Coupe de France 2004-2005, 16e de finale                 |
| Bourg-en-Bresse 01     | 3      | 3 | 0 | 0 | 13 | 0  | +13  | Coupe de France 1997-1998, Quart de finale       | Coupe de France 2019-2020, 32e de finale                 |
| US Saint-Malo          | 2      | 2 | 0 | 0 | 13 | 0  | +13  | Coupe de France 1952-1953, 32e de finale         | Coupe de France 2001-2002, 32e de finale                 |
| SC Draguignan          | 2      | 1 | 1 | 0 | 6  | 0  | +6   | Coupe de France 1952-1953, 16e de finale         | Coupe de France 1952-1953, 16e de finale (match d'appui) |
| SAS Épinal             | 2      | 1 | 1 | 0 | 7  | 3  | +4   | Coupe de France 1962-1963, 32e de finale         | Coupe de France 2012-2013, 32e de finale                 |
| US Quevilly            | 2      | 1 | 0 | 1 | 1  | 1  | 0    | Coupe de France 1967-1968, 8e de finale          | Coupe de France 2011-2012, Finale                        |
| AS Nancy-Lorraine      | 2      | 2 | 0 | 0 | 5  | 2  | +3   | Coupe de France 1968-1969, 32e de finale         | Coupe de France 2017-2018, 32e de finale                 |
| US Dunkerque           | 2      | 2 | 0 | 0 | 6  | 3  | +3   | Coupe de France 1970-1971, Quart de finale aller | Coupe de France 1970-1971, Quart de finale retour        |
| Olympique avignonnais  | 2      | 1 | 0 | 1 | 4  | 2  | +2   | Coupe de France 1972-1973, Demi-finale aller     | Coupe de France 1972-1973, Demi-finale retour            |
| GFC Ajaccio            | 2      | 1 | 1 | 0 | 4  | 0  | +4   | Coupe de France 1977-1978, 32e de finale         | Coupe de France 2011-2012, Demi-finale                   |
| Stade briochin         | 2      | 2 | 0 | 0 | 6  | 2  | +4   | Coupe de France 1981-1982, 16e de finale aller   | Coupe de France 1981-1982, 16e de finale retour          |
| CS Thonon-les-Bains    | 2      | 1 | 1 | 0 | 2  | 1  | +1   | Coupe de France 1983-1984, 16e de finale aller   | Coupe de France 1983-1984, 16e de finale retour          |
| Olympique d'Alès       | 2      | 1 | 0 | 1 | 9  | 5  | +4   | Coupe de France 1985-1986, 8e tour               | Coupe de France 1988-1989, 32e de finale                 |
| La Roche-sur-Yon       | 2      | 1 | 0 | 1 | 2  | 1  | +1   | Coupe de France 1988-1989, 16e de finale aller   | Coupe de France 1988-1989, 16e de finale retour          |
| FC Istres              | 2      | 1 | 1 | 0 | 2  | 1  | +1   | Coupe de France 1991-1992, 32e de finale         | Coupe de France 1997-1998, 8e de finale                  |

 (mis à jour le 3 août 2024) 

## Historique des résultats de l'OL en Coupe de la Ligue
En Coupe de la Ligue, compétition créée en 1994 et éteinte en 2020, les Lyonnais comptent une unique victoire (2001) et ont chuté cinq fois sur la dernière marche (1996, 2007, 2012, 2014, 2020).
L'OL, revenu en division 1 en 1989, a ainsi participé à toutes les éditions de cette compétition. Il l'a intégrée dès les seizièmes de finale jusqu'en 2006-2007, édition à partir de laquelle le club a toujours été exempté de ce tour, du fait de sa participation dans les compétitions européennes, pour rentrer en huitièmes de finale.
Par ailleurs, le club rhodanien détient le record du nombre de finales perdues (5) et est le deuxième club ayant disputé le plus de finales (6) derrière le Paris Saint-Germain (10) et à égalité avec le FC Girondins de Bordeaux.

### Bilan par saison
| Saison    | Seizième de finale                             | Huitième de finale                             | Quart de finale                    | Demi-finale                        | Finale                                      |
| --------- | ---------------------------------------------- | ---------------------------------------------- | ---------------------------------- | ---------------------------------- | ------------------------------------------- |
| 1994-1995 | AS Cannes (D1) 2-3 OL                          | Paris Saint-Germain (D1) 2-1 OL                |                                    |                                    |                                             |
| 1995-1996 | Angers SCO (D2) 0-3 OL                         | OL 3-1 Amiens SC (D2)                          | OL 1-0 AS Monaco (D1)              | OL 1-0 AS Cannes (D1)              | FC Metz (D1) 0-0 OL (tab : 5-4)             |
| 1996-1997 | OL 2-1 Paris Saint-Germain                     | Stade rennais FC (D1) 4-3 OL                   |                                    |                                    |                                             |
| 1997-1998 | Paris Saint-Germain (D1) 1-0 OL                |                                                |                                    |                                    |                                             |
| 1998-1999 | OL 0-2 Montpellier HSC (D1)                    |                                                |                                    |                                    |                                             |
| 1999-2000 | OL 3-1 Amiens SC (D2)                          | OL 1-0 Girondins de Bordeaux (D1)              | SC Bastia (D1) 1-0 OL              |                                    |                                             |
| 2000-2001 | CS Sedan-Ardennes (D1) 1-2 OL                  | RC Lens (D1) 1-3 OL                            | Amiens SC (D2) 0-2 OL              | OL 3-2 FC Nantes (D1)              | AS Monaco (D1) 1-2 OL (ap)                  |
| 2001-2002 | OL 1-1 FC Sochaux-Montbéliard (D1) (tab : 4-3) | Girondins de Bordeaux (D1) 1-1 OL (tab : 4-2)  |                                    |                                    |                                             |
| 2002-2003 | OL 2-0 SC Bastia (L1)                          | FC Sochaux-Montbéliard (L1) 3-3 OL (tab : 5-3) |                                    |                                    |                                             |
| 2003-2004 | RC Lens (L1) 1-1 OL (tab : 4-3)                |                                                |                                    |                                    |                                             |
| 2004-2005 | LOSC Lille (L1) 3-2 OL (ap)                    |                                                |                                    |                                    |                                             |
| 2005-2006 | FC Nantes (L1) 1-1 OL (tab : 4-3)              |                                                |                                    |                                    |                                             |
| 2006-2007 | Exempt                                         | OL 2-1 Paris Saint-Germain (L1)                | OL 3-1 AS Nancy-Lorraine (L1)      | OL 1-0 Le Mans UC (L1)             | OL 0-1 Girondins de Bordeaux (L1)           |
| 2007-2008 | Exempt                                         | SM Caen (L1) 1-3 OL                            | Le Mans UC (L1) 1-0 OL             |                                    |                                             |
| 2008-2009 | Exempt                                         | OL 1-3 FC Metz (L2)                            |                                    |                                    |                                             |
| 2009-2010 | Exempt                                         | OL 3-0 FC Metz (L2)                            | FC Lorient (L1) 1-0 OL             |                                    |                                             |
| 2010-2011 | Exempt                                         | OL 1-2 Paris Saint-Germain (L1) (ap)           |                                    |                                    |                                             |
| 2011-2012 | Exempt                                         | AS Saint-Étienne (L1) 1-2 OL                   | OL 2-1 LOSC Lille (L1)             | FC Lorient (L1) 2-4 OL (ap)        | OL 0-1 Olympique de Marseille (L1) (ap)     |
| 2012-2013 | Exempt                                         | OGC Nice (L1) 3-1 OL                           |                                    |                                    |                                             |
| 2013-2014 | Exempt                                         | OL 3-2 Stade de Reims (L1)                     | OL 2-1 Olympique de Marseille (L1) | OL 2-1 ESTAC Troyes (L2)           | OL 1-2 Paris Saint-Germain (L1)             |
| 2014-2015 | Exempt                                         | OL 1-1 AS Monaco (L1) (tab : 4-5)              |                                    |                                    |                                             |
| 2015-2016 | Exempt                                         | OL 2-1 Tours FC (L2)                           | Paris Saint-Germain (L1) 2-1 OL    |                                    |                                             |
| 2016-2017 | Exempt                                         | OL 2-2 EA Guingamp (L1) (tab : 3-4)            |                                    |                                    |                                             |
| 2017-2018 | Exempt                                         | Montpellier HSC (L1) 4-1 OL                    |                                    |                                    |                                             |
| 2018-2019 | Exempt                                         | Amiens SC (L1) 2-3 OL                          | OL 1-2 RC Strasbourg (L1)          |                                    |                                             |
| 2019-2020 | Exempt                                         | OL 4-1 Toulouse FC (L1)                        | OL 3-1 Stade brestois 29 (L1)      | OL 2-2 LOSC Lille (L1) (tab : 4-3) | Paris Saint-Germain (L1) 0-0 OL (tab : 6-5) |
| Saison    | Seizième de finale                             | Huitième de finale                             | Quart de finale                    | Demi-finale                        | Finale                                      |

Légende : (-) = Tirs au but (avec prolongation préalable) ; (ap) = après prolongation.
      Victoire finale ;       Qualification ;       Élimination
(mis à jour le 31 juillet 2020)

### Bilan par stade de la compétition
| Résultat              | Nombre |
| --------------------- | ------ |
| Vainqueur             | 1      |
| Finaliste             | 5      |
| Demi-finaliste        | 0      |
| Quart de finaliste    | 5      |
| Huitième de finaliste | 10     |
| Seizième de finaliste | 5      |
| Total                 | 26     |

(mis à jour le 31 juillet 2020)

### Bilan des confrontations par adversaire
Le tableau ci-dessous présente les confrontations de l'OL en Coupe de la Ligue contre l'ensemble des adversaires qu'il a affrontés dans la compétition, au total 29 clubs.
Il est d'ailleurs notable que l'affrontement entre l'OL et le Paris Saint-Germain, disputé 8 fois, est le plus fréquent dans l'histoire de la Coupe de la Ligue. C'est aussi le dernier match disputé dans l'histoire de cette compétition, en finale de l'édition 2019-2020
 NB : Les signes "plus", "moins" ou "égal" représentent le bilan des qualifications de l'OL contre chaque équipe ; cela donne un aperçu plus précis que la simple comparaison des victoires et défaites puisque sont prises en compte, par ces signes, les qualifications/éliminations après matches nuls décidés aux tirs au but. 
| Club                     | Matchs | V  | N | D  | Bp | Bc | Diff | Premier match                                | Dernier match                                |
| ------------------------ | ------ | -- | - | -- | -- | -- | ---- | -------------------------------------------- | -------------------------------------------- |
| Paris Saint-Germain      | 8      | 2  | 1 | 5  | 8  | 11 | -3   | Coupe de la Ligue 1994-1995, 8e de finale    | Coupe de la Ligue 2019-2020, Finale          |
| Amiens SC                | 4      | 4  | 0 | 0  | 11 | 4  | +7   | Coupe de la Ligue 1995-1996, 8e de finale    | Coupe de la Ligue 2018-2019, 8e de finale    |
| AS Monaco                | 3      | 2  | 1 | 0  | 4  | 2  | +2   | Coupe de la Ligue 1995-1996, Quart de finale | Coupe de la Ligue 2014-2015, 8e de finale    |
| FC Metz                  | 3      | 1  | 1 | 1  | 4  | 3  | +1   | Coupe de la Ligue 1995-1996, Finale          | Coupe de la Ligue 2009-2010, 8e de finale    |
| FC Girondins de Bordeaux | 3      | 1  | 1 | 1  | 2  | 2  | 0    | Coupe de la Ligue 1999-2000, 8e de finale    | Coupe de la Ligue 2006-2007, Finale          |
| LOSC Lille               | 3      | 1  | 1 | 1  | 6  | 6  | 0    | Coupe de la Ligue 2004-2005, 16e de finale   | Coupe de la Ligue 2019-2020, Demi-finale     |
| AS Cannes                | 2      | 2  | 0 | 0  | 4  | 2  | +2   | Coupe de la Ligue 1994-1995, 16e de finale   | Coupe de la Ligue 1995-1996, Demi-finale     |
| Montpellier HSC          | 2      | 0  | 0 | 2  | 1  | 6  | -5   | Coupe de la Ligue 1998-1999, 16e de finale   | Coupe de la Ligue 2017-2018, 8e de finale    |
| SC Bastia                | 2      | 1  | 0 | 1  | 2  | 1  | +1   | Coupe de la Ligue 1999-2000, Quart de finale | Coupe de la Ligue 2002-2003, 16e de finale   |
| RC Lens                  | 2      | 1  | 1 | 0  | 4  | 2  | +2   | Coupe de la Ligue 2000-2001, 8e de finale    | Coupe de la Ligue 2003-2004, 16e de finale   |
| FC Nantes                | 2      | 1  | 1 | 0  | 4  | 3  | +1   | Coupe de la Ligue 2000-2001, Demi-finale     | Coupe de la Ligue 2005-2006, 16e de finale   |
| FC Sochaux-Montbéliard   | 2      | 0  | 2 | 0  | 4  | 4  | 0    | Coupe de la Ligue 2001-2002, 16e de finale   | Coupe de la Ligue 2002-2003, 8e de finale    |
| Le Mans FC               | 2      | 1  | 0 | 1  | 1  | 1  | 0    | Coupe de la Ligue 2006-2007, Demi-finale     | Coupe de la Ligue 2007-2008, Quart de finale |
| FC Lorient               | 2      | 1  | 0 | 1  | 4  | 3  | +1   | Coupe de la Ligue 2009-2010, Quart de finale | Coupe de la Ligue 2011-2012, Demi-finale     |
| Olympique de Marseille   | 2      | 1  | 0 | 1  | 2  | 2  | 0    | Coupe de la Ligue 2011-2012, Finale          | Coupe de la Ligue 2013-2014, Quart de finale |
| Angers SCO               | 1      | 1  | 0 | 0  | 3  | 0  | +3   | Coupe de la Ligue 1995-1996, 16e de finale   | -                                            |
| Stade rennais FC         | 1      | 0  | 0 | 1  | 3  | 4  | -1   | Coupe de la Ligue 1996-1997, 8e de finale    | -                                            |
| CS Sedan-Ardennes        | 1      | 1  | 0 | 0  | 2  | 1  | +1   | Coupe de la Ligue 2000-2001, 16e de finale   | -                                            |
| AS Nancy-Lorraine        | 1      | 1  | 0 | 0  | 3  | 1  | +2   | Coupe de la Ligue 2006-2007, Quart de finale | -                                            |
| SM Caen                  | 1      | 1  | 0 | 0  | 3  | 1  | +2   | Coupe de la Ligue 2007-2008, 8e de finale    | -                                            |
| AS Saint-Étienne         | 1      | 1  | 0 | 0  | 2  | 1  | +1   | Coupe de la Ligue 2011-2012, 8e de finale    | -                                            |
| OGC Nice                 | 1      | 0  | 0 | 1  | 1  | 3  | -2   | Coupe de la Ligue 2012-2013, 8e de finale    | -                                            |
| Stade de Reims           | 1      | 1  | 0 | 0  | 3  | 2  | +1   | Coupe de la Ligue 2013-2014, 8e de finale    | -                                            |
| ESTAC Troyes             | 1      | 1  | 0 | 0  | 2  | 1  | +1   | Coupe de la Ligue 2013-2014, Demi-finale     | -                                            |
| Tours FC                 | 1      | 1  | 0 | 0  | 2  | 1  | +1   | Coupe de la Ligue 2015-2016, 8e de finale    | -                                            |
| EA Guingamp              | 1      | 0  | 1 | 0  | 2  | 2  | 0    | Coupe de la Ligue 2016-2017, 8e de finale    | -                                            |
| RC Strasbourg            | 1      | 0  | 0 | 1  | 1  | 2  | -1   | Coupe de la Ligue 2018-2019, Quart de finale | -                                            |
| Toulouse FC              | 1      | 1  | 0 | 0  | 4  | 1  | +3   | Coupe de la Ligue 2019-2020, 8e de finale    | -                                            |
| Stade brestois 29        | 1      | 1  | 0 | 0  | 3  | 1  | +2   | Coupe de la Ligue 2019-2020, Quart de finale | -                                            |
| Total                    | 55     | 29 | 9 | 17 | 95 | 73 | +22  |                                              |                                              |

 (mis à jour le 31 juillet 2020)

## Finales en coupes nationales
Au total, l'OL a disputé 14 finales de coupes nationales : 8 en Coupe de France et 6 en Coupe de la Ligue. 
En termes de titres, l'OL en a gagné 6 (5 Coupes de France et une seule Coupe de la Ligue) pour 8 défaites en finales.

### Finales de Coupe de France
L'OL a remporté cinq fois la Coupe de France (1964, 1967, 1973, 2008, 2012) et a fait finaliste à trois reprises (1963, 1971, 1976).
Avec cinq trophées à son actif, l'OL est le cinquième club le plus titré (à égalité) dans la compétition.

#### Vainqueur (5)
Les équipes contre lesquelles s'est imposé l'OL en finales de Coupe de France sont, par ordre chronologique : le FC Girondins de Bordeaux, le FC Sochaux-Montbéliard, le FC Nantes, le Paris Saint-Germain et l'US Quevilly. Les quatre premières jouaient en première division au moment de la finale, tandis que la dernière citée jouait en troisième division.
| Date          | Équipe             | Score       | Équipe                   | Buteurs lyonnais                      | Stade            |
| ------------- | ------------------ | ----------- | ------------------------ | ------------------------------------- | ---------------- |
| 10 mai 1964   | Olympique lyonnais | 2 - 0       | FC Girondins de Bordeaux | Combin 11e 26e                        | Yves-du-Manoir   |
| 21 mai 1967   | Olympique lyonnais | 3 - 1       | FC Sochaux-Montbéliard   | Rambert 22e, Perrin 81e, Di Nallo 89e | Parc des Princes |
| 17 juin 1973  | Olympique lyonnais | 2 - 1       | FC Nantes                | Trivić 29e (pen.), Lacombe 63e        | Parc des Princes |
| 24 mai 2008   | Olympique lyonnais | 1 - 0 (a.p) | Paris Saint-Germain      | Govou 102e                            | Stade de France  |
| 28 avril 2012 | Olympique lyonnais | 1 - 0       | US Quevilly              | Lisandro López 28e                    | Stade de France  |

#### Finaliste (4)
Les équipes contre lesquelles s'est incliné l'OL en finales de Coupe de France sont : l'AS Monaco FC, le Stade rennais FC, l'Olympique de Marseille et le Paris Saint-Germain. Toutes ces équipes jouaient en première division au moment de la finale.
Si ce n'est pas indiqué dans le tableau ci-dessous, l'on note que la finale de 1963 contre Monaco a d'abord été jouée le 12 mai 1963 au stade Yves-du-Manoir. Le score, après prolongations, étant nul (0 à 0), il a donc fallu rejouer ce match, comme l'exigeait le règlement à l'époque.
| Date         | Équipe                 | Score | Équipe             | Buteurs lyonnais | Stade            |
| ------------ | ---------------------- | ----- | ------------------ | ---------------- | ---------------- |
| 23 mai 1963  | AS Monaco              | 2 - 0 | Olympique lyonnais |                  | Parc des Princes |
| 20 juin 1971 | Stade rennais UC       | 1 - 0 | Olympique lyonnais |                  | Yves-du-Manoir   |
| 12 juin 1976 | Olympique de Marseille | 2 - 0 | Olympique lyonnais |                  | Parc des Princes |
| 25 mai 2024  | Paris Saint-Germain    | 2 - 1 | Olympique lyonnais | O'Brien 55e      | Stade de France  |

### Finales de Coupe de la Ligue
Dans cette compétition créée en 1994 et éteinte en 2020, les Lyonnais comptent une unique victoire (2001) et ont chuté cinq fois sur la dernière marche (1996, 2007, 2012, 2014, 2020).
L'OL fait ainsi partie des douze clubs ayant remporté la Coupe de la Ligue, pointant au cinquième rang du classement des vainqueurs et finalistes. 
Le club rhodanien détient le record du nombre de finales perdues (4) et est le deuxième club ayant disputé le plus de finales (6) derrière le Paris Saint-Germain (10), à égalité avec le FC Girondins de Bordeaux (6).

#### Vainqueur (1)
L'OL s'est imposé une seule fois en finale de Coupe de la Ligue, en 2001 face à l'AS Monaco FC, à la suite de prolongations.
| Date       | Équipe             | Score        | Équipe    | Buteurs lyonnais                | Stade           |
| ---------- | ------------------ | ------------ | --------- | ------------------------------- | --------------- |
| 5 mai 2001 | Olympique lyonnais | 2 - 1 (a.p.) | AS Monaco | Caçapa 35e, Patrick Müller 118e | Stade de France |

#### Finaliste (5)
Lors de ces cinq finales perdues, les équipes contre lesquelles s'est incliné l'OL sont : le FC Metz, le FC Girondins de Bordeaux, l'Olympique de Marseille et le Paris Saint-Germain. Toutes ces équipes jouaient en première division au moment de la finale.
Sur l'ensemble des huit finales perdues par l'OL en coupes nationales (3 en Coupe de France, 5 en Coupe de la Ligue), les Lyonnais n'ont marqué que dans un seul match, en 2014 face à Paris.
| Date            | Équipe                   | Score               | Équipe             | Buteurs lyonnais | Stade            |
| --------------- | ------------------------ | ------------------- | ------------------ | ---------------- | ---------------- |
| 6 avril 1996    | FC Metz                  | 0 - 0 (t.a.b : 5-4) | Olympique lyonnais |                  | Parc des Princes |
| 31 mars 2007    | FC Girondins de Bordeaux | 1 - 0               | Olympique lyonnais |                  | Stade de France  |
| 14 avril 2012   | Olympique de Marseille   | 1 - 0 (a.p.)        | Olympique lyonnais |                  | Stade de France  |
| 19 avril 2014   | Paris Saint-Germain      | 2 - 1               | Olympique lyonnais | Lacazette 56e    | Stade de France  |
| 31 juillet 2020 | Paris Saint-Germain      | 0 - 0 (t.a.b : 6-5) | Olympique lyonnais |                  | Stade de France  |

## Matchs décidés aux tirs au but: un manque de réussite flagrant
Il est un constat assez intéressant qui peut être tiré des résultats de l'OL en coupes nationales : c'est la faible réussite du club dans le domaine des tirs au but. 
En effet, les Rhodaniens ont joué leur victoire lors de la séance finale de tirs au but à douze reprises en Coupe de France et dix fois en Coupe de la Ligue, soit à vingt-trois reprises au total. Le bilan est famélique : 5 victoires sur 13 dans la première (38,5 % de réussite) et 2 victoires sur 10 dans la seconde (20 % de réussite). Au total, ce sont donc seulement 7 matchs sur 23 (30,4 % de réussite) que l'OL a remportés aux tirs au but.
Par ailleurs, deux de ces matchs décidés aux tirs au but l'ont été non pas pour une qualification mais pour un titre. Il s'agit de la finale de la Coupe de la Ligue 1995-1996, remportée par le FC Metz aux tirs au but (5 à 4) et de la  finale de la Coupe de la Ligue 2019-2020, remportée par le Paris Saint-Germain aux tirs au but (6 à 5), les deux à la suite d'un match nul 0-0.

### En Coupe de France
| #  | Saison    | Stade de la compétition | Équipe victorieuse          | Score du match            | Equipe défaite            | Score aux tirs au but |
| -- | --------- | ----------------------- | --------------------------- | ------------------------- | ------------------------- | --------------------- |
| 1  | 1973-1974 | Quart de finale         | FC Sochaux-Montbéliard (D1) | 2-4 (aller), 2-0 (retour) | Olympique lyonnais (D1)   | 6-5                   |
| 2  | 1977-1978 | 32e de finale           | GFC Ajaccio (D2)            | 0-0                       | Olympique lyonnais (D1)   | 3-1                   |
| 3  | 1979-1980 | 32e de finale           | AS Angoulême (D2)           | 0-0                       | Olympique lyonnais (D1)   | 4-2                   |
| 4  | 1980-1981 | 32e de finale           | FC Martigues (D2)           | 1-1                       | Olympique lyonnais (D1)   | 5-4                   |
| 5  | 1991-1992 | 32e de finale           | FC Istres VN (D2)           | 1-1                       | Olympique lyonnais (D1)   | 4-3                   |
| 6  | 1993-1994 | 16e de finale           | Stade lavallois FC (D2)     | 1-1                       | Olympique lyonnais (D1)   | 3-1                   |
| 7  | 2000-2001 | 16e de finale           | Olympique lyonnais (D1)     | 1-1                       | AS Saint-Étienne (D1)     | 4-3                   |
| 8  | 2000-2001 | 8e de finale            | Olympique lyonnais (D1)     | 2-2                       | Vendée Fontenay Foot (D4) | 5-4                   |
| 9  | 2004-2005 | 8e de finale            | Clermont Foot (D2)          | 1-1                       | Olympique lyonnais (D1)   | 4-3                   |
| 10 | 2012-2013 | 32e de finale           | SAS Épinal (D3)             | 3-3                       | Olympique lyonnais (D1)   | 4-2                   |
| 11 | 2020-2021 | 8e de finale            | Olympique lyonnais (D1)     | 2-2                       | Red Star FC (D3)          | 5-4                   |
| 12 | 2022-2023 | 8e de finale            | Olympique lyonnais (D1)     | 2-2                       | LOSC Lille (D1)           | 4-2                   |
| 13 | 2023-2024 | Quart de finale         | Olympique lyonnais (D1)     | 0-0                       | RC Strasbourg (D1)        | 4-3                   |

### En Coupe de la Ligue
| #  | Saison    | Stade de la compétition | Équipe victorieuse            | Score du match | Equipe défaite              | Score aux tirs au but |
| -- | --------- | ----------------------- | ----------------------------- | -------------- | --------------------------- | --------------------- |
| 1  | 1995-1996 | Finale                  | FC Metz (D1)                  | 0-0            | Olympique lyonnais (D1)     | 5-4                   |
| 2  | 2001-2002 | 16e de finale           | Olympique lyonnais (D1)       | 1-1            | FC Sochaux-Montbéliard (D1) | 4-3                   |
| 3  | 2001-2002 | 8e de finale            | FC Girondins de Bordeaux (D1) | 1-1            | Olympique lyonnais (D1)     | 4-2                   |
| 4  | 2002-2003 | 8e de finale            | FC Sochaux-Montbéliard (D1)   | 3-3            | Olympique lyonnais (D1)     | 5-3                   |
| 5  | 2003-2004 | 16e de finale           | RC Lens (D1)                  | 1-1            | Olympique lyonnais (D1)     | 4-3                   |
| 6  | 2005-2006 | 16e de finale           | FC Nantes (D1)                | 1-1            | Olympique lyonnais (D1)     | 4-3                   |
| 7  | 2014-2015 | 8e de finale            | AS Monaco (D1)                | 1-1            | Olympique lyonnais (D1)     | 5-4                   |
| 8  | 2016-2017 | 8e de finale            | EA Guingamp (D2)              | 2-2            | Olympique lyonnais (D1)     | 4-3                   |
| 9  | 2019-2020 | Demi-finale             | Olympique lyonnais (D1)       | 2-2            | LOSC Lille (D1)             | 4-3                   |
| 10 | 2019-2020 | Finale                  | Paris Saint-Germain (D1)      | 0-0            | Olympique lyonnais (D1)     | 6-5                   |

## Meilleurs buteurs de l'OL en coupes nationales
Ce tableau présente le classement des meilleurs buteurs de l'OL (au moins dix buts) sur l'ensemble des deux coupes nationales.
La Coupe de la Ligue ayant été créée en 1994, de nombreux illustres joueurs lyonnais n'y ont jamais participé.
| Nom                 |  | Nb de buts total | Coupe de France | Coupe de la Ligue |
| ------------------- |  | ---------------- | --------------- | ----------------- |
| Fleury Di Nallo     |  | 27               | 27              | 0                 |
| Alexandre Lacazette |  | 21               | 14              | 7                 |
| Bernard Lacombe     |  | 20               | 20              | 0                 |
| Ernest Schultz      |  | 18               | 18              | 0                 |
| Serge Chiesa        |  | 14               | 14              | 0                 |
| Eugène Kabongo      |  | 14               | 14              | 0                 |
| Sidney Govou        |  | 13               | 8               | 5                 |
| Bafetimbi Gomis     |  | 13               | 8               | 5                 |
| Nestor Combin       |  | 12               | 12              | 0                 |
| Maxwel Cornet       |  | 12               | 12              | 0                 |
| André Guy           |  | 11               | 11              | 0                 |
| Lisandro López      |  | 11               | 8               | 3                 |
| Simo Nikolic        |  | 10               | 10              | 0                 |
| Karim Benzema       |  | 10               | 9               | 1                 |
| Moussa Dembélé      |  | 10               | 7               | 3                 |

- Joueurs présents au club en 2023-2024

(mis à jour le 2 avril 2024)

## Sources